# Medelivka, Radomîșl
Medelivka (în ucraineană Меделівка) este un sat în comuna Mircea din raionul Radomîșl, regiunea Jîtomîr, Ucraina.

## Demografie
Componența lingvistică a localității Medelivka
     Ucraineană (98,52%)
     Rusă (1,18%)
     Alte limbi (0,3%)
Conform recensământului din 2001, majoritatea populației localității Medelivka era vorbitoare de ucraineană (98,52%), existând în minoritate și vorbitori de rusă (1,18%).